# 阿斯帕魯霍夫橋

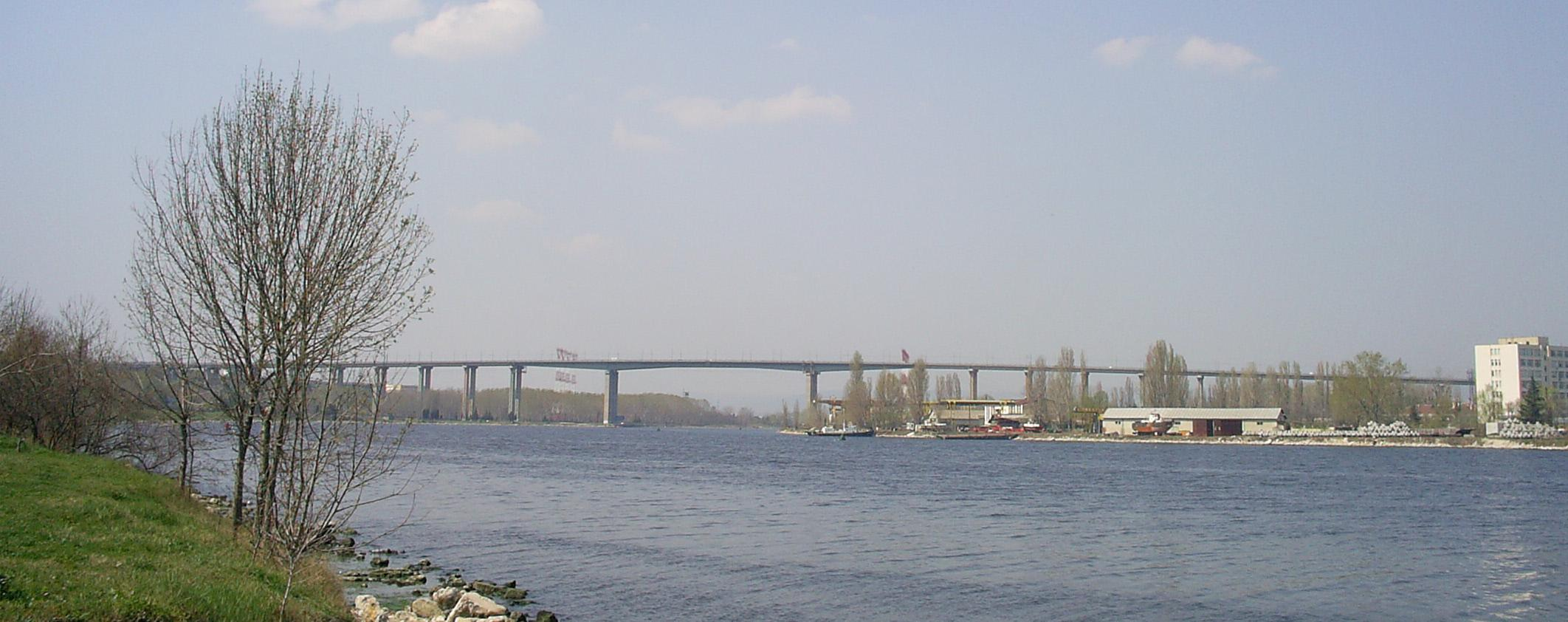

阿斯帕魯霍夫橋是位於保加利亞黑海沿岸城市瓦爾納的一座大橋。阿斯帕魯霍夫橋連接了瓦爾納市區和黑海及瓦爾納湖。阿斯帕魯霍夫橋開工於1973年，在1976年竣工。